# Robert K. Merton
Robert King Merton (født Meyer Robert Schkolnick; 4. juli 1910, død 23. februar 2003) var en amerikansk sociolog. Han tilbragte det meste af sin karriereundervisning ved Columbia University, hvor han nåede professorens status. I 1994 blev han tildelt National Medal of Science for hans bidrag til området og for at have dannet videnskabens sociologi. Han betragtes som en grundlæggende far til moderne sociologi, samtidig med at han opnår en status for det arbejde, han bidrager til kriminologi.
Merton udviklede bemærkelsesværdige begreber som "utilsigtede konsekvenser", "referencegruppe" og "rollestreng", men er måske bedst kendt for udtrykkene "rollemodel" og "selvopfyldende profeti". Et centralt element i moderne sociologisk, politisk og økonomisk teori, en selvopfyldende profeti er en form for proces, hvorved en tro eller forventning påvirker udfaldet af en situation eller den måde en person eller gruppe opfører sig på. Defineret af Merton, "Den selvopfyldende profeti er i begyndelsen en falsk definition af situationen, der fremkalder en ny adfærd, hvilket gør det oprindelige falske opfattelse til virkelighed." Sammen med Harriet Zuckerman var han også den første til at beskrive Matthæuseffekten, hvor individer der allerede har en fordel med tiden vil øge denne fordel.
Mertons arbejde med "rollemodellen" optrådte først i en undersøgelse om socialisering af medicinske studerende ved Columbia University. Udtrykket voksede ud fra hans teori om referencegruppen, den gruppe, som enkeltpersoner sammenligner sig med, men som de ikke nødvendigvis tilhører. Sociale roller var centrale for Mertons teori om sociale grupper. Merton understregede, at i stedet for en person, der antager en rolle og en status, har de en status i den sociale struktur, der har knyttet det til et helt sæt forventede opførelser.